# 이의순 (독립운동가)
이의순은 한국의 독립운동가로 이동휘의 차녀이고 오영선의 첫번째 부인이다.